# Рулета
У диференціальній геометрії кривих рулета — різновид кривої, що узагальнює циклоїди, епіциклоїди, гіпоциклоїди, трохоїди, епітрохоїди, гіпотрохоїди та евольвенти. Загалом, це лінія, прокреслена точкою кривої під час котіння без ковзання по іншій кривій.

## Визначення

### Неформальне визначення
Грубо кажучи, рулета — це лінія, яку описує точка (звана твірною точкою, генератором[уточнити] або полюсом[уточнити]), яка лежить на заданій кривій, коли ця крива котиться без ковзання уздовж іншої, нерухомої, заданої кривої. Точніше, задану криву прикріплено до площини, яка рухається так, що крива котиться, не ковзаючи, вздовж іншої заданої кривої, прикріпленої до нерухомої площини, яка займає той самий простір, при цьому точка рухомої площини описує у фіксованій площині криву, яку називають рулетою.

### Особливі випадки та пов'язані з ними поняття
У випадку, коли рухома крива є прямою, а твірною є точка на ній, рулету називають евольвентою нерухомої кривої. Якщо рухома крива є колом, а фіксована крива — прямою, то рулету називають трохоїдою. Якщо в цьому випадку точка лежить на колі, то рулета є циклоїдою.
Спорідненим поняттям є крива ковзання — лінія, яку описує точка кривої, коли вона ковзає вздовж двох (або більше) заданих кривих.

### Формальне визначення
Формально кажучи, криві повинні бути диференційовними на евклідовій площині. Нерухома крива залишається незмінною; рухома крива зазнає такого неперервного конгруентного перетворення, що в будь-який момент криві є дотичними в точці контакту, яка рухається з однаковою швидкістю вздовж кожної з них (іншим способом вираження цього обмеження є те, що точка контакту двох кривих є миттєвим центром обертання перетворення конгруентності). Рулета формується як геометричне місце твірної точки, яка зазнає такого ж набору перетворень конгруентності.
Моделюючи початкові криві як криві в комплексній площині, нехай {\displaystyle r,f:\mathbb {R} \to \mathbb {C} } — дві природні параметризації рухомої ({\displaystyle r}) та нерухомої ({\displaystyle f}) кривих, таких, що {\displaystyle r(0)=f(0)}, {\displaystyle r'(0)=f'(0)} і для всіх {\displaystyle t} {\displaystyle |r'(t)|=|f'(t)|\neq 0}. Тоді рулета для твірної точки {\displaystyle p\in \mathbb {C} }, коли {\displaystyle r} котиться по {\displaystyle f} задається відображенням:
{\displaystyle t\mapsto f(t)+(p-r(t)){f'(t) \over r'(t)}.}

## Узагальнення
Якщо замість однієї точки, прикріпленої до рухомої кривої, уздовж рухомої площини переноситься інша задана крива, утворюється сімейство конгруентних кривих. Обвідну цього сімейства також можна назвати рулетою.
Звичайно, можна уявити рулети у вищих вимірах, але при цьому доведеться зважати не лише на дотикання.

## Приклад
Якщо нерухома крива — ланцюгова лінія, а рухома крива — пряма, маємо:
{\displaystyle f(t)=t+i(\cosh(t)-1)\qquad r(t)=\sinh(t)}
{\displaystyle f'(t)=1+i\sinh(t)\qquad r'(t)=\cosh(t).}
Параметризацію лінії вибирають так, щоб
{\displaystyle |f'(t)|={\sqrt {1^{2}+\sinh ^{2}(t)}}={\sqrt {\cosh ^{2}(t)}}=|r'(t)|.}
Застосовуючи наведену вище формулу, маємо:
{\displaystyle f(t)+(p-r(t)){f'(t) \over r'(t)}=t-i+{p-\sinh(t)+i(1+p\sinh(t)) \over \cosh(t)}=t-i+(p+i){1+i\sinh(t) \over \cosh(t)}.}
Якщо p = −i, то вираз має сталу уявну частину (а саме −i), а рулета є горизонтальною лінією. Цікавим застосуванням цього є те, що квадратне колесо може котитися, не підстрибуючи, дорогою, яку утворено серією ланцюгових ліній.

## Список рулет
| Нерухома крива      | Рухома крива                                            | Твірна точка      | Рулета                                 |
| ------------------- | ------------------------------------------------------- | ----------------- | -------------------------------------- |
| Будь-яка крива      | Пряма                                                   | Точка прямої      | Евольвента кривої                      |
| Пряма               | Будь-яка                                                | Будь-яка          | Циклогон                               |
| Пряма               | Коло                                                    | Будь-яка          | Трохоїда                               |
| Пряма               | Коло                                                    | Точка кола        | Циклоїда                               |
| Пряма               | Конічний перетин                                        | Центр коніки      | Рулета Штурма                          |
| Пряма               | Конічний перетин                                        | Фокус коніки      | Рулета Делоне                          |
| Пряма               | Парабола                                                | Фокус параболи    | Ланцюгова лінія                        |
| Пряма               | Еліпс                                                   | Фокус еліпса      | Еліптична ланцюгова лінія              |
| Пряма               | Гіпербола                                               | Фокус гіперболи   | Гіперболічна ланцюгова лінія           |
| Пряма               | Рівнобічна гіпербола                                    | Центр гіперболи   | Рівнобічна крива пружного деформування |
| Пряма               | Циклоциклоїда                                           | Центр             | Еліпс                                  |
| Коло                | Коло                                                    | Будь-яка          | Центрована трохоїда                    |
| Зовнішній бік кола  | Коло                                                    | Будь-яка          | Епітрохоїда                            |
| Зовнішній бік кола  | Коло                                                    | Точка кола        | Епіциклоїда                            |
| Зовнішній бік кола  | Коло такого ж радіуса                                   | Будь-яка          | Равлик Паскаля                         |
| Зовнішній бік кола  | Коло такого ж радіуса                                   | Точка кола        | Кардіоїда                              |
| Зовнішній бік кола  | Коло половинного радіуса                                | Точка кола        | Нефроїда                               |
| Внутрішній бік кола | Коло                                                    | Будь-яка          | Гіпотрохоїда                           |
| Внутрішній бік кола | Коло                                                    | Точка кола        | Гіпоциклоїда                           |
| Внутрішній бік кола | Коло втричі меншого радіуса                             | Точка кола        | Дельтоїда                              |
| Внутрішній бік кола | Коло вчетверо меншого радіуса                           | Точка кола        | Астроїда                               |
| Парабола            | Рівна парабола, параметризована в протилежному напрямку | Вершина параболи  | Цисоїда Діокла                         |
| Ланцюгова лінія     | Пряма                                                   | Див. приклад вище | Пряма                                  |